# José Nehin
José Eduardo Nehin (nacido el martes 13 de octubre de 1905 en San Juan, Argentina; fallecido el 16 de diciembre de 1957), fue un futbolista y tonelero de profesión, que fue parte del Seleccionado Nacional Argentino de fútbol en el Mundial de Italia de 1934, como marcador lateral derecho.

## Trayectoria
Integró la plantilla del Club Sportivo Desamparados de San Juan entre 1920 - 1932, junto a sus hermanos Naún Nehin y Pablo "Pito" Nehin, conformando lo que por años se conoció como "la década de los tres Nehin", en el mundo deportivo de San Juan.
Los méritos de José Eduardo Nehin fueron entre otros que jugando de marcador lateral derecho (4)era goleador.
Gracias a sus buenas actuaciones fue convocado primero a la Selección Sanjuanina de Fútbol, donde fue goleador de varios Torneos Argentinos, y gracias a esto fue llamado a integrar la Selección Argentina que jugaría el mundial de 1934 en Italia.
Después del Mundial de Uruguay del año 1930, se escindió la Federación Argentina de Fútbol, entre la tradicional "Amateurs" (reconocida por la FIFA) y la "Profesional", que recién obtendría reconocimiento oficial tras la reunificación de 1935. En 1934, la que después fuera la AFA (Asociación de Fútbol Argentino), convocó a los mejores jugadores(casi 800) del interior del país para armar un seleccionado. Más de un año de prácticas llevaron a formar la plantilla definitiva de dieciocho jugadores, que representaría al país en el mundial de 1934. Entre esos 18 jugadores se eligió un capitán y un subcapitan para lo que se tuvieron en cuenta detalles como caballerocidad deportiva, trayectoria, conducta, respeto por las normas, etc., el Capitán fue Alfredo Devincenzi y José Eduardo Nehin el subcapitán del conocido seleccionado "Chacarero"(amateur).
Una vez en Roma, el capitán Devicensi , no cumpliendo las normas abandona la concentración por visitar familiares en Florencia, razón por la cual fue separado de su cargo,y el sanjuanino Jose Eduardo Nehin conocido como "El Turco", fue el abanderado del equipo argentino en su ingreso al Estadio Olímpico de Roma.
Luego del Mundial la selección Argentina y la selección Italiana, cualquiera hubiera sido el resultado del Mundial, habían convenido jugar un partido de beneficencia,  estando en juego 12 medallas de oro de 180 gr cada una. El campeón del mundo Italia estrenó su título perdiendo con Argentina 2 a 1, los goles para Argentina lo marcaro Galateo y Devicensi,  el gol Italiano lo marcó Mumo Orci (argentino naturalizado en Italia.
Finalizado el mundial José Eduardo Nehin fue convocado por la FIFA para integrar el Seleccionado "Resto del Mundo de 1834" que debía acompañar al campeón en una gira por Europa, la que duró seis meses.
Clubes de Italia, Portugal, España, Francia y otros inclusive en Argentina, le hicieron tentadoras propuestas a José Eduardo Nehin, pero el decidió regrasar a su provincia natal, junto a su familia, lugar donde nunca más volvió a jugar al fútbol.

## Muerte
Murió a los 52 años, electrocutado, el 16 de diciembre de 1957. Muchos años después de su muerte, en el año 1999, en ocasión de celebrarse la 1° Fiesta del Deporte del Nuevo Cuyo, premiaron a José Eduardo Nehin con el Gaucho de Plata como futbolistas del siglo, allí, el periodista Ulises Barrera entregó la importante distinción del Círculo de Periodistas Deportivos del Nuevo Cuyo a su hijo Pedro Amaro Nehin.